# Lompnas
Lompnas ist eine französische Gemeinde mit 162 Einwohnern (Stand: 1. Januar 2022) im Département Ain in der Region Auvergne-Rhône-Alpes. Sie gehört zum Arrondissement Belley, zum Kanton Lagnieu und zum Gemeindeverband Plaine de l’Ain.

## Geografie
Die Gemeinde Lompnas liegt in der Berglandschaft Bugey, 15 Kilometer nordwestlich von Belley (Luftlinie) und etwa 45 Kilometer östlich von Lyon. An der südlichen Gemeindegrenze verläuft der Bach Brive. Umgeben wird Lompnas von den Nachbargemeinden von Ordonnaz im Norden und Nordosten, Innimond im Osten und Süädosten, Marchamp im Süden, Seillonnaz im Westen sowie Bénonces im Nordwesten.

## Bevölkerungsentwicklung
| Jahr                       | 1962 | 1968 | 1975 | 1982 | 1990 | 1999 | 2009 | 2021 |
| Einwohner                  | 168  | 150  | 120  | 126  | 137  | 147  | 148  | 163  |
| Quellen: Cassini und INSEE |      |      |      |      |      |      |      |      |

## Sehenswürdigkeiten

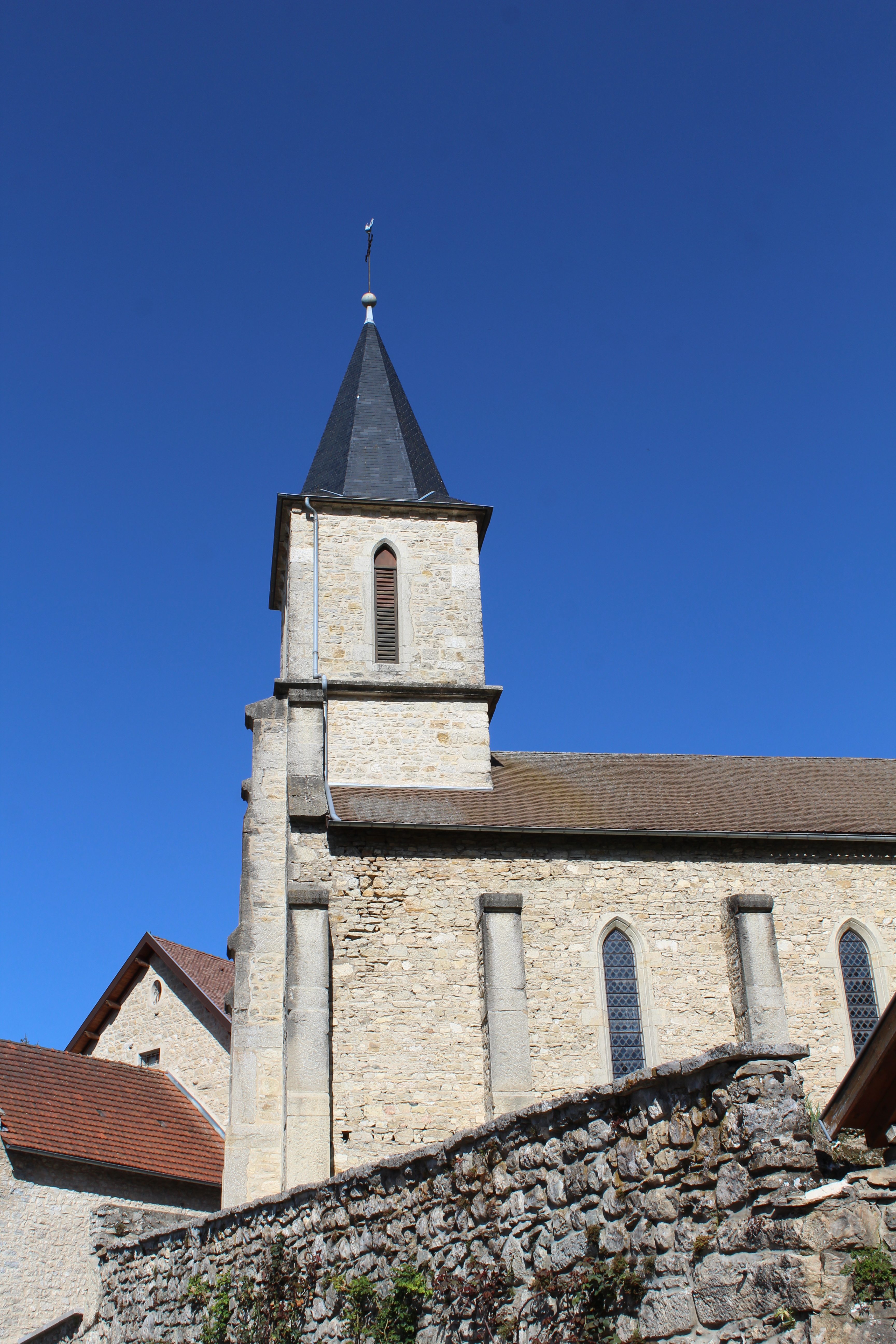
Kirche Saint-Jacques
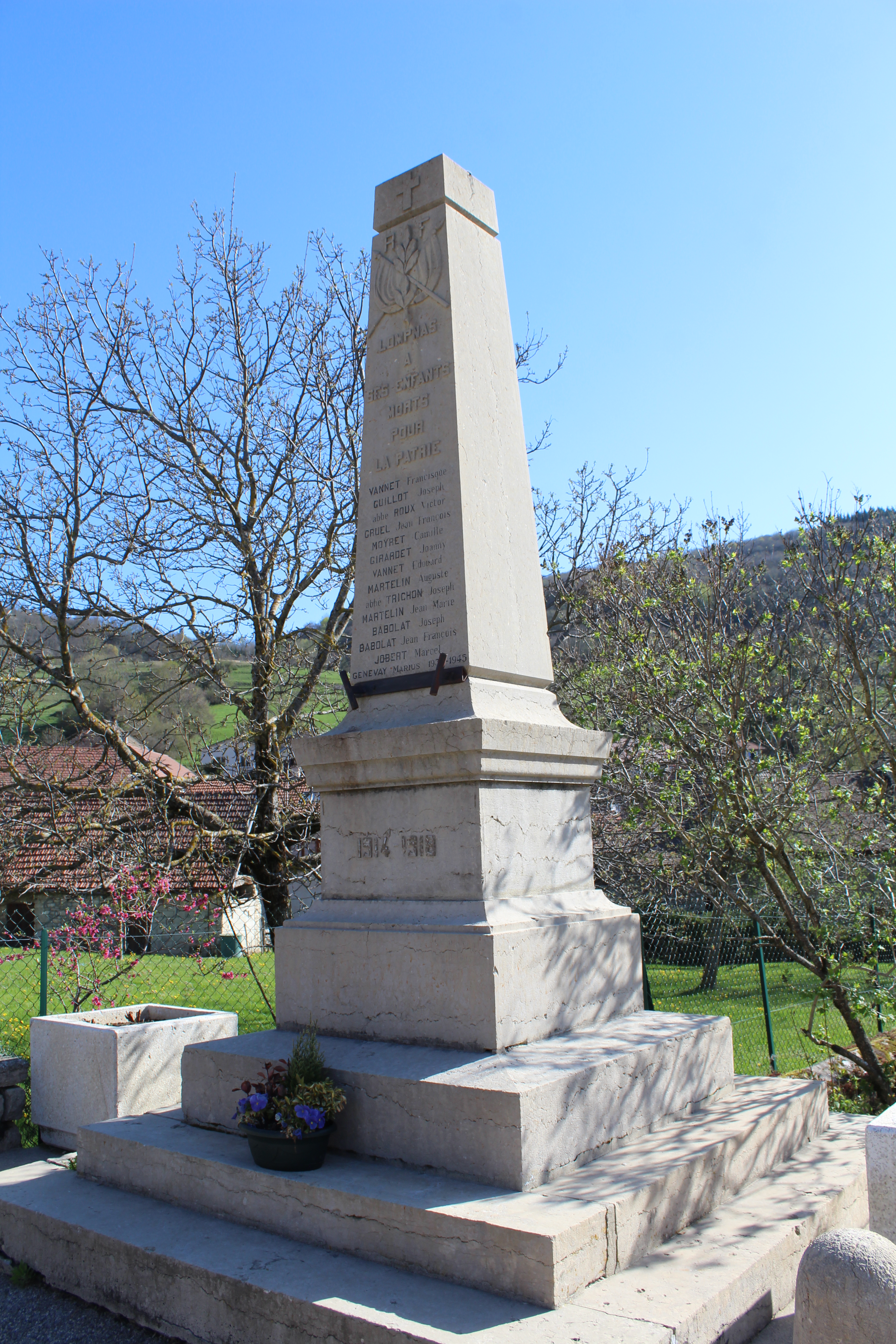
Gefallenendenkmal

- Kirche Saint-Jacques
- Gefallenendenkmal